# 1. općinska nogometna liga Koprivnica 1985./86.
"1. općinska nogometna liga Koprivnica" za sezonu 1985./86. To je bila liga šestog stupnja nogometnog prvenstva SFRJ. 
 
Sudjelovalo je 10 klubova, a prvak je bila "Mladost" iz Sigeca. 

## Ljestvica
| mj. | klub                        | ut. | pob. | ner. | por. | gol+ | gol- | bod |
| --- | --------------------------- | --- | ---- | ---- | ---- | ---- | ---- | --- |
| 1.  | Mladost Sigetec             | 18  | 12   | 2    | 4    | 44   | 23   | 26  |
| 2.  | Jedinstvo Rasinja           | 18  | 10   | 3    | 5    | 41   | 22   | 23  |
| 3.  | Udarnik Zablatje            | 18  | 9    | 4    | 5    | 38   | 28   | 22  |
| 4.  | Omladinac-Sloga Herešin     | 18  | 7    | 7    | 4    | 42   | 36   | 21  |
| 5.  | Mladost Koprivnički Bregi   | 18  | 7    | 4    | 7    | 35   | 29   | 18  |
| 6.  | Rudar Glogovac              | 18  | 6    | 4    | 8    | 28   | 30   | 16  |
| 7.  | Miklinovec Koprivnica       | 18  | 6    | 4    | 8    | 32   | 45   | 16  |
| 8.  | Galeb Koledinec             | 18  | 5    | 5    | 8    | 42   | 47   | 15  |
| 9.  | Jedinstvo Pustakovec        | 18  | 4    | 4    | 10   | 34   | 52   | 12  |
| 10. | Sabarija Subotica Podravska | 18  | 4    | 3    | 11   | 28   | 52   | 11  |

## Rezultatska križaljka
| kratica | klub                        | GAL | JEDP | JEDR | MIK | MLAKB | MLAS | OMLS | RUD | SAB | UDA |
| --- | --------------------------- | --- | ---- | ---- | --- | ----- | ---- | ---- | --- | --- | --- |
| GAL | Galeb Koledinec             |     |      |      |     |       |      |      |     |     |     |
| JEDP | Jedinstvo Pustakovec        |     |      |      |     |       |      |      |     |     |     |
| JEDR | Jedinstvo Rasinja           |     |      |      |     |       |      |      |     |     |     |
| MIK | Miklinovec Koprivnica       |     |      |      |     |       |      |      |     |     |     |
| MLAKB | Mladost Koprivnički Bregi   |     |      |      |     |       |      |      |     |     |     |
| MLAS | Mladost Sigetec             |     |      |      |     |       |      |      |     |     |     |
| OMLS | Omladinac-Sloga Herešin     |     |      |      |     |       |      |      |     |     |     |
| RUD | Rudar Glogovac              |     |      |      |     |       |      |      |     |     |     |
| SAB | Sabarija Subotica Podravska |     |      |      |     |       |      |      |     |     |     |
| UDA | Udarnik Zablatje            |     |      |      |     |       |      |      |     |     |     |
| |                             |     |      |      |     |       |      |      |     |     |     |
| podebljan rezultat - utakmice od 1. do 9. kola (1. utakmica između klubova) rezultat normalne debljine - utakmice od 10. do 18. kola (2. utakmica između klubova) rezultat nakošen - nije vidljiv redoslijed odigravanja međusobnih utakmica iz dostupnih izvora rezultat smanjen * - iz dostupnih izvora nije uočljiv domaćin susreta prekrižen rezultat - poništena ili brisana utakmica p - utakmica prekinuta 3:0 p.f. / 0:3 p.f. - rezultat 3:0 bez borbe n.i. - nije igrano |                             |     |      |      |     |       |      |      |     |     |     |

 Izvori:

## Unutrašnje poveznice
- Međuopćinska nogometna Koprivnica 1985./86.